# Непокорните
„Непокорните“ (на испански: Rebelde) е мексикански сериал (2004/2006) римейк на аржентинската теленовела „Rebelde Way“ с Луисана Лопилато. Излъчван е в много страни като Испания, Мексико и др. включително и България

## Сюжет
Внимание:  Текстът по-долу разкрива сюжета на произведението (или части от него)!
„Elite Way School“ е училище, чиято репутация е преминала границите на страната. То се отличава от всички останали. Има собствени правила и програми за обучение. В тази елитна и консервативна атмосфера младежите са принудени да сдържат естествените си импулси, за да могат по един или друг начин да влязат в елита. Почти веднага се завързват приятелства и се появяват различия между учениците в този клас, който се оказва, че е сред най-трудните в училището. 4 силни личности, естествено – лидери, се събират през тази учебна година и принуждават останалите да се включат. Така се появява приятелство, ненавист, любов, вярност и измяна. Улисани в своите постоянни проблеми, конкуренция и сблъсък на власт, те не забелязват, че са се превърнали в марионетки в мащабна игра на икономически и политически интереси. Цялата тази система, която е установена в училището, започва да се руши с появата на нови ученици и Мадариага. Историята започва, когато учениците посрещат бивш ученик, който се връща в училището като преподавател и изиграва важна роля в израстването на младежите. Основната му цел е да ги накара да бъдат самите себе си…

## В България
Сериалът е излъчван по TV 7 (с дублаж от Живка Донева, Даниела Горанова, Явор Караиванов, Кристиян Фоков) и по BBT.
Повтарят сериала по Super 7, а от 27 септември 2010 година отново започна да се излъчва по BBT. Ролите се озвучават от артистите Анета Генова, Живка Донева, Живко Джуранов и Станислав Пищалов.
На 16 януари 2012 година започна повторно излъчване на сериала по BBT. Ролите се озвучават от артистите Анета Генова, Живка Донева, Живко Джуранов и Станислав Пищалов. Сериалът по-късно стартира и по БГТВ.